# Stopplaats Liesbosch
Liesbosch is een voormalige stopplaats aan de spoorlijn Roosendaal - Breda. Het station van Liesbosch was in gebruik van 1874 tot 15 mei 1934. Het stationsgebouw uit 1884 is in 1972 gesloopt.